# DrefGold
DrefGold, pseudonimo di Elìa Specolizzi (Racale, 16 maggio 1997), è un rapper italiano.

## Biografia
Nato a Racale, nella bassa Puglia, ma trasferitosi a Bologna in tenera età, DrefGold ha cominciato ad appassionarsi alla musica hip hop statunitense in giovane età, cominciando a scrivere i primi brani durante l'adolescenza. Nel 2013 è entrato nel collettivo BoomBap Haze, mentre due anni più tardi ha aperto i concerti di Jack the Smoker. Nel 2016 ha pubblicato il suo primo mixtape, Kanaglia.
Nel 2018 ha collaborato con Capo Plaza e Sfera Ebbasta per il brano Tesla, presente in 20 di Capo Plaza, e con il solo Sfera Ebbasta in Sciroppo, contenuto in Rockstar. Dopo aver firmato un contratto discografico con la Billion Headz Music Group, il 6 luglio 2018 il rapper ha pubblicato l'album di debutto Kanaglia, che ha debuttato alla seconda posizione della Classifica FIMI Album; da esso sono stati estratti quattro singoli, di cui uno certificato disco di platino (Boss) e due disco d'oro (Kanaglia e Occupato). Nello stesso anno ha collaborato con Side Baby alla realizzazione del singolo Nuvola.
Il 23 agosto 2019 è stato arrestato a Bologna per detenzione illegale di 100 grammi di hashish ai fini di spaccio, e per la detenzione di 12 000 euro in contanti. Nel corso dell'anno ha proseguito la sua attività musicale, pubblicando l'inedito Drip e partecipando al singolo Glock della Dark Polo Gang. La collaborazione con il trio si è rinnovata l'anno seguente con il brano Biberon, contenuto nel mixtape Dark Boys Club.
Il 2020 ha segnato anche la pubblicazione del secondo album in studio di DrefGold, Elo, avvenuta il 22 maggio. Da esso sono stati estratti i singoli Snitch e impicci, in collaborazione con gli FSK Satellite e che ha debuttato al sesto posto della Top Singoli, 223, e Elegante, inciso insieme a Sfera Ebbasta.
 Nel 2024 pubblica il suo terzo album chiamato Goblin, nel quale partecipano artisti come Capo Plaza, Pyrex, Tony Boy, Tony Effe, Tedua, e Bresh.

## Discografia

### Album in studio
- 2018 – Kanaglia
- 2020 – Elo
- 2024 – Goblin

### Mixtape
- 2016 – Kanaglia

### Singoli
Come artista principale
- 2017 – Kanaglia
- 2017 – Occupato
- 2017 – Cuscino (con Yamba)
- 2018 – Boss (con Daves the Kid)
- 2018 – Booster/Wave
- 2018 – Nuvola (con Side Baby)
- 2019 – Drip
- 2020 – Snitch e impicci (con gli FSK Satellite)
- 2020 – 223
- 2020 – Elegante (feat. Sfera Ebbasta)
- 2021 – Anima
- 2022 – Battiti
- 2022 – Giorni nel blocco
- 2023 – Mr. Komparema
- 2023 – Prova del 9 (con Tony Boy)
- 2024 – Junkie Spiderman
- 2024 – Purple Rain (feat. Tedua)
- 2024 – Jannik Sipper
- 2025 – Bla o Cap (feat. Low-Red)

Come artista ospite
- 2019 – Glock (Dark Polo Gang feat. DrefGold e Giaime)
- 2021 – 360 (Yamba feat. DrefGold e Sapobully)
- 2022 – Fafa (Coyote Jo Bastard feat. DrefGold)
- 2022 – Ferraglia (Luchitos feat. DrefGold)
- 2023 – Tritolo (Vaz Tè feat. DrefGold)

### Collaborazioni
- 2017 – Bob Marley (Magnum 357 feat. DrefGold e Inda)
- 2018 – Sciroppo (Sfera Ebbasta feat. DrefGold)
- 2018 – Tesla (Capo Plaza feat. Sfera Ebbasta e DrefGold)
- 2018 – Borsello (Gué Pequeno feat. Sfera Ebbasta e DrefGold)
- 2019 – 777 (Naar feat. Madd e DrefGold)
- 2019 – Nuovi euro (Enzo Dong feat. DrefGold)
- 2020 – Biberon (Dark Polo Gang feat. Anna e DrefGold)
- 2020 – Big Dog (Vaz Tè feat. DrefGold e Bresh)
- 2020 – Tutto passa (Nex Cassel feat. DrefGold)
- 2021 – Non ne posso più (Lil Busso feat. DrefGold)
- 2022 – Rimowa (Wayne Santana feat. DrefGold)
- 2023 – Ice on Me (The Plug, Lil Keed feat. DrefGold)
- 2023 – I Run Bo (Brenno Itani feat. DrefGold)
- 2023 – Ops l'ho detto (Lo Stato Sociale feat. Cimini e DrefGold)
- 2023 – Horse Dance (Sadturs e Kiid feat. Yung Snapp, DrefGold e Side Baby)
- 2023 – Chrome Hearts (MV Killa feat. DrefGold)